# Aziatische smalkopweekschildpad
De Aziatische smalkopweekschildpad (Chitra chitra) is een schildpad uit de familie weekschildpadden (Trionychidae).

## Naam en indeling
De wetenschappelijke naam van de soort werd voor het eerst voorgesteld door Wirot Nutphand in 1986. Eerder werd de wetenschappelijke naam Testudo chitra gebruikt, maar deze naam wordt beschouwd als een nomen nudum.
De soortaanduiding chitra komt uit het Sanskriet en betekent vrij vertaald 'gevlekt'.

### Ondersoorten
De soort wordt verdeeld in twee ondersoorten die onderstaand zijn weergegeven, met de auteur en het verspreidingsgebied.
| Naam                     | Auteur                   | Verspreidingsgebied      |
| ------------------------ | ------------------------ | ------------------------ |
| Chitra chitra chitra     | Nutphand, 1986           | Azië; Maleisië, Thailand |
| Chitra chitra javanensis | McCord & Pritchard, 2003 | Azië; Indonesië          |

## Uiterlijke kenmerken
De schildpad is een van de grootste weekschildpadden en kan een rugschildlengte bereiken van 1,4 meter lang en 1 meter breed. Het gewicht bedraagt ongeveer 100 tot 120 kilogram, het zwaarste dier ooit gewogen had een gewicht van 152 kg. Het schild is sterk afgeplat en heeft een bruine tot geelbruine kleur met een lichtere rand. Het rugschild draagt een kenmerkende tekening van donkeromzoomde lichtere lijnen die nog het meest doen denken aan een labyrint, de tekening verschilt per individu. Het buikschild heeft een witgele tot roze-witte kleur.
De huidskleur is lichtbruin, de voorpoten hebben een lichtere onregelmatige bandering die op de achterpoten ontbreekt. De nek is zeer breed en heeft een losse huid, als de kop wordt ingetrokken word de huid sterk geplooid. Op de nek zijn vijf gele strepen aanwezig, twee aan iedere zijkant en een middenstreep die ontstaat uit twee strepen op de rug die naar elkaar toe lopen. De kop is in vergelijking met het lichaam zeer miniem, ook de snuitpunt is klein en kort. De ogen zijn helemaal vooraan de kop gepositioneerd en zijn eveneens veel kleiner dan die van andere weekschildpadden. Mannetjes zijn van vrouwtjes en juvenielen te onderscheiden door een langere en dikkere staart.

## Verspreiding en habitat
De Aziatische smalkopweekschildpad komt voor in delen van Azië en leeft in de landen Maleisië, Thailand en Indonesië (op de eilanden Sumatra en Java). Het is een rivierbewoner die vanwege de lichaamsgrootte in relatief brede rivieren leeft. De voorkeur gaat uit naar langzaam stromende, heldere wateren met een zanderige bodem. Omdat in de natuurlijke habitat veel rivieren zijn afgedamd is de schildpad alleen in waterreservoirs of de sterk bebouwde rivierdelen stroomafwaarts aangetroffen. Het land wordt zelden betreden, waarschijnlijk alleen door de vrouwtjes voor het maken van een nest en het afzetten van de eieren.

## Levenswijze
De Aziatische smalkopweekschildpad is een carnivoor, op het menu staan in het water levende dieren zoals tweekleppigen, kreeftachtigen en vissen. Langs zwemmende vissen worden gevangen met een snelle uithaal van de nek waarna de vis met de bek wordt gegrepen. Vanwege de kleine smalle bek wordt waarschijnlijk niet gebeten bij bedreiging.
De eieren worden in een nest afgezet voordat het regenseizoen begint. Het nest wordt minstens een halve meter boven de bovenste waterlijn gegraven en bevat ongeveer 60 tot 117 eieren, die wit en rond zijn en een harde schaal hebben. De eieren hebben een diameter van 34 tot 40 millimeter en komen na ongeveer negen tot tien weken uit. Ze hebben bij het uitsluipen een rugschildlengte van 42 tot 44 millimeter.

## Bedreiging en bescherming
De Aziatische smalkopweekschildpad is een zeldzame soort die tot de 25 meest bedreigde soorten schildpadden ter wereld behoort. Het verzamelen van de eitjes en de schildpadden voor consumptie heeft daaraan bijgedragen, evenals het verzamelen van exemplaren voor de handel in exotische dieren. Deze soort verdraagt gevangenschap slecht. Maatregelen als het verbieden van de jacht op en het verzamelen van de schildpad en het uitbreiden van beschermde natuurparken bieden mogelijk soelaas voor het voortbestaan van de soort. In 2004 werd het leefgebied van de dieren vergiftigd, vermoedelijk door pesticiden. Hierdoor was een grootschalige reddingsoperatie noodzakelijk waarbij de schildpadden elders werden opgevangen en de rivieren werden gezuiverd.
Door de internationale natuurbeschermingsorganisatie IUCN is de beschermingsstatus 'ernstig bedreigd' toegewezen (Critically Endangered of CR).